# Милко Багдасаров
Милко Петров Багдасаров е български политик от БСП и общественик.
Народен представител е от парламентарната група на Коалиция за България в XLII народно събрание. Областен председател на БСП в Кърджали от 1995 г., най-дългогодишният областен председател на БСП в страната. Директор е на СУ „Петко Р. Славейков“ в Кърджали от 1990 г.

## Биография
Багдасаров е роден в Пловдив на 21 октомври 1957 г. Завършва специалност „Математика“ в Пловдивския университет, а после и специалност „Информатика“ в Софийския университет, специалност „Бизнес и държавна администрация“ в Университета за национално и световно стопанство и специалност „Счетоводство и контрол“ във Великотърновския университет.
През 1981 година Багдасаров става учител по математика в Кърджали в днешната Професионална гимназия по туризъм, а едва навършил 25, става зам.-директор на СУ „Отец Паисий“. От септември 1990 г. до момента Милко Багдасаров е директор на най-голямото училище в Южна България – СУ „П. Р. Славейков“. Ръководи над 1600 ученици годишно, от подготвителна група до 12 клас, както и над 180 човека учители и помощен персонал. Успява да ангажира максимален брой възпитаници в разнообразни извънкласни форми. По негова инициатива в училището се развиват школи по математика, история, журналистика, български език и литература, спортни школи по волейбол, баскетбол, футбол, тенис на маса и шахмат. Възпитаниците му винаги са на челни места на регионални, национални и международни състезания. През 2003 г. получава най-престижната награда в българското образование и култура – почетното отличие „Неофит Рилски“ на Министерството на образованието. През 2008 г. получава награда от СБУ на КНСБ за най-добър колективен трудов договор, а през 2009 и 2010 г. – наградата „Най-добър социален партньор – директор“ на Синдиката на българските учители. На 6 юни т.г. бе удостоен с Почетен знак на Външно министерство на Русия за принос в дългогодишното сътрудничество между двете страни, между училището за шампиони в Кърджали и Московския Лицей 1553 „Вернадского“.
От 2001 г. Милко Багдасаров е председател на Спортен волейболен клуб „Арда“ в Кърджали. Мъжкият отбор по волейбол играе в Суперлигата на България. От 2014 г. е председател на Комисията по плажен волейбол на Българската федерация по волейбол. През това време под негово ръководство Кърджали се утвърждава като център за провеждане на национални и международни състезания по плажен волейбол.
Удостоен е с наградата за Мултикултурния човек през 2019 година.